# حصارکوی، اولوس
حصارکوی، اولوس (به ترکی استانبولی: Hisarköy) یک منطقهٔ مسکونی در ترکیه است که در استان بارتین واقع شده‌است. حصارکوی ۵۴۵ نفر جمعیت دارد.